# زبان اسپانیایی در آفریقا
زبان اسپانیایی پس از آمریکای لاتین و اروپا گویشورانی نیز در آفریقا دارد.ورود این زبان به افریقا از طریق استعمار و نیز تجارت و سیاست صورت پذیرفته‌است.

## در گینه استوایی
در جنوب صحرای بزرگ افریقا تنها در کشور گینه استوایی رواج دارد.گویش اسپانیایی مردم گینه استوایی تفاوت‌هایی با زبان اسپانیایی کاستیلی را بروز می‌دهد که بخاطر فرایند تغییر زبان بومیان به اسپانیایی و واژه‌ها و آواهایی که از زبان ریشه‌ای خود در اسپانیایی اکتسابی به همراه آورده‌اند می‌باشد.این زبان توسط بیش از ۸۹ درصد جمعیت کشور تکلم می‌شود اما زبان مادری تنها ده درصد مردم گینه استوایی می‌باشد.اسپانیایی زبان رسمی کشور گینه استوایی می‌باشد.

## صحرای غربی
در کشور صحرای غربی اسپانیایی در کنار عربی یکی از دو زبان رسمی این کشور نظامی را اشکیل می‌دهد.بدلیل استقلال یافتن صحرای غربی از اسپانیا در سال ۱۹۷۵ زبان اسپانیایی در آنجا به صورت ریشه دار باقی‌مانده و در برخی مناطق شهری به صورت معدود نیز تکلم می‌شود.

## در مراکش
بدلیل روابط تنگاتنگ اسپانیایی‌ها و مراکشی‌ها و نیز جنگ‌ها و تاریخ مشترک زبان اسپانیایی در مراکش رایج است و در برخی مدارس و آموزشگاه‌ها تدریس می‌شود و شمار زیادی از جوانان به فراگرفتن آن علاقه‌مندند.بجز این حدود دویست هزار تن از مردم مراکش در منطقه شمالی این کشور به زبان اسپانیایی تکلم می‌کنند.

## در جزایر قناری
جزایر قناری بخشی از کشور اسپانیا می‌باشد و مردم آن به زبان اسپانیایی با لهجه‌ای نزدیک به لهجه آندلسی سخن می‌گویند.تفاوت‌های آوایی لهجه‌ای بین اسپانیایی جزایر قناری و گویش مرکزی این زبان وجود دارد.